# Врањски планинарски маратон
Врањски планинарски маратон је републичка акција планинара Србије, коју организује СПИД „Железничар 2006” у сарадњи са планинарским савезом Србије.
На маратону учествују планинарска друштва из Србије и региона, као и рекреативци и сви љубитељи природе. Сваке године су то друге стазе, углавном кроз шуме са више видиковаца, а такође се мења и трајање маратона. Организује се мали, средњи или велики маратон, односно рекреативни или тежи, а планинари, рекреативци и сви љубитељи природе могу учествовати на Врањском планинарском маратону.
Овим маратоном сви љубитељи природе и планинарења потврђују своју љубав према планинарству и размењују искуства са члановима бројне планинарске породице. Кроз овај маратон се такође промовише и културно-историјско наслеђе.